# Rinke Reitsma
Rinke Reitsma (IJlst, 21 december 1893 – Leeuwarden, 19 februari 1954) was een Nederlands politicus. 
Hij werd geboren als zoon van Douwe Reitsma (1867-1931, veehouder) en Elisabeth Zandstra (1868-1932). Hij was aanvankelijk net als zijn vader werkzaam in de landbouwsector. Hij ging echter in 1920 als volontair werken bij de gemeente Sneek en vanaf 1924 was hij als adjunct-commies werkzaam bij de gemeentesecretarie van Wonseradeel. Drie jaar later werd hij de gemeentesecretaris van IJlst en weer drie jaar later volgde zijn benoeming tot gemeentesecretaris van Oegstgeest. Reitsma keerde in 1939 terug naar Friesland in verband met zijn benoeming tot burgemeester van de gemeente Hemelumer Oldephaert en Noordwolde. Vanaf 1945 was hij de burgemeester van Wonseradeel. Tijdens dat burgemeesterschap overleed hij in 1954 op 60-jarige leeftijd in het Diakonessenhuis in Leeuwarden. 